# Covarrubias, Tây Ban Nha
Covarrubias là một đô thị trong tỉnh Burgos, Castile và León, Tây Ban Nha.
Dân số 640 người, giáp với Mecerreyes và Hortigüela.